# Pokr Mantasj
Pokr Mantasj (Փոքր Մանթաշ; lilla Mantasj) är en ort i Armenien. Den ligger i provinsen Sjirak, i den nordvästra delen av landet, 60 kilometer nordväst om huvudstaden Jerevan. Pokr Mantasj ligger 1 977 meter över havet och antalet invånare är 1 838.
Terrängen runt Pokr Mantasj är lite bergig. Närmaste större samhälle är Achurjan, 19,8 kilometer nordväst om Pokr Mantasj.
Trakten runt Pokr Mantasj består i huvudsak av gräsmarker. Runt Pokr Mantasj är det ganska tätbefolkat, med 129 invånare per kvadratkilometer.